# Schloss Tigring

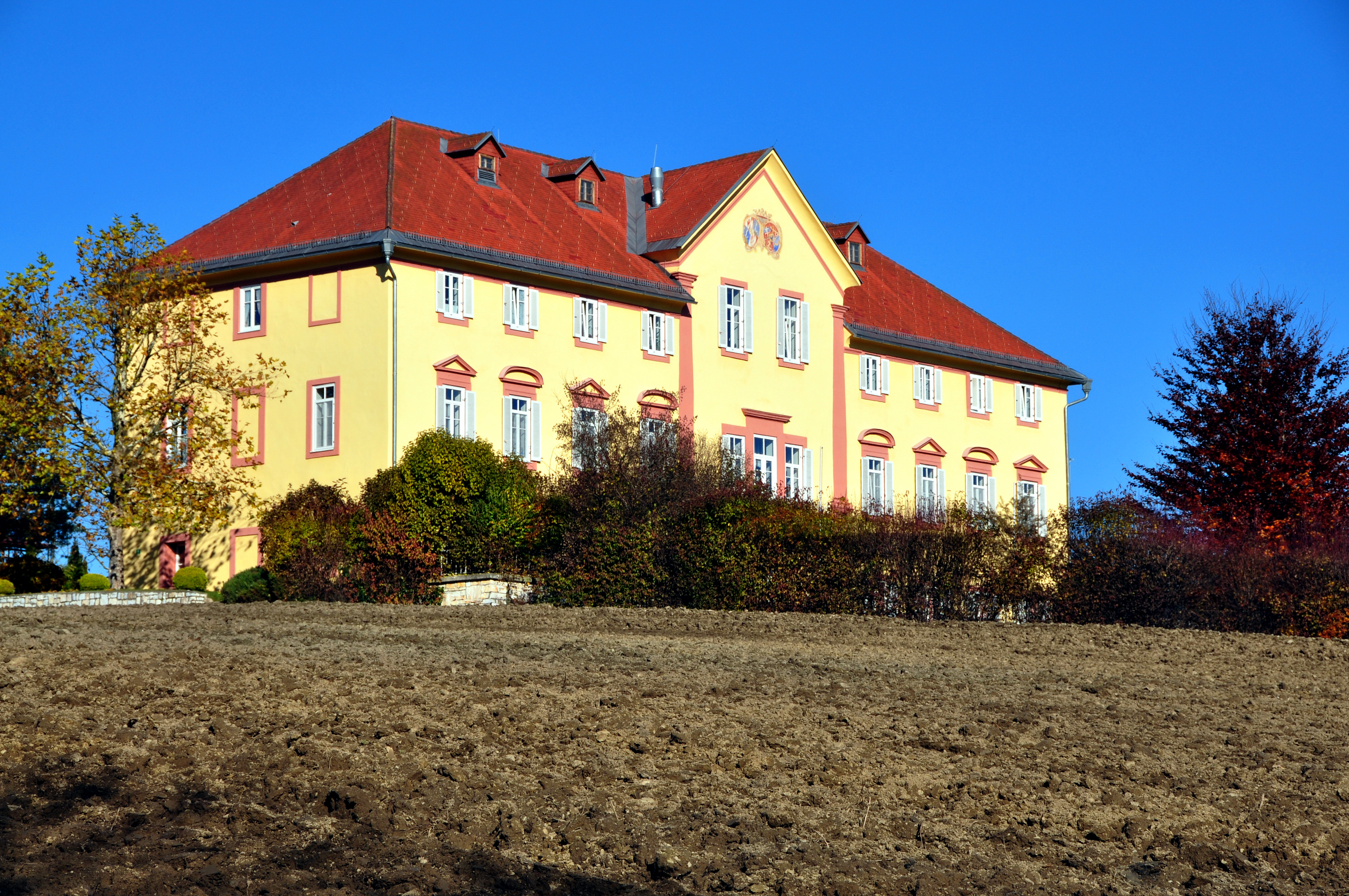
Schloss Tigring

Schloss Tigring steht etwas außerhalb der Ortschaft Tigring in der Gemeinde Moosburg in Kärnten. Das unter Johann Ernst Teutenhofen in den 1660er Jahren anstelle eines Gutshofes errichtete Schloss, dient seit 1967 als Bezirksaltersheim.
Der dreigeschoßige Bau mit Mittelrisalit besitzt in der Mitte der Nordseite Treppenflügel. Der dreiachsige überhöhte Mittelteil an der südlichen Hauptfassade wird durch einen Dreiecksgiebel mit gemaltem Wappen und rahmenden Pilastern akzentuiert. Die Fenster des zweiten Geschoßes weisen abwechselnd dreieckige und korbbogige Giebel auf.
Das Stiegenhaus ist tonnengewölbt.
Ein Raum des Erdgeschoßes und zwei Räume des ersten Obergeschoßes sind mit Deckenstuck von 1660 ausgestattet. Der Stuck des einen Raumes bildet eine Wappenkartusche mit dem Wappen der Teutenhofen, Festons, Ranken, geflügelten Hermen und in den Ecken Hähnen. Im zweiten Raum sind acht Adler, deren Flügel jeweils ein Medaillon einschließen, dargestellt.